# Sunnyslope (California)
Sunnyslope è stato un census-designated place (CDP) degli Stati Uniti d'America situato in California, nella contea di Riverside.
Dal marzo 2011 la località è incorporata nella città di Jurupa Valley.